# هفت‌جوی
هفت‌جوی، روستایی از توابع بخش مرکزی شهرستان قدس در استان تهران ایران است.

## جمعیت
این روستا در دهستان هفت‌جوی قرار دارد و براساس سرشماری مرکز آمار ایران در سال ۱۳۸۵، جمعیت آن ۲٬۸۲۸ نفر (۷۶۶خانوار) بوده‌است.